# ایست لرینبرگ (کارولینای شمالی)
ایست لرینبرگ (به انگلیسی: East Laurinburg) شهری در ایالت کارولینای شمالی کشور ایالات متحده آمریکا است که جمعیت آن در سرشماری سال ۲۰۱۰ میلادی، ۳۰۰ نفر بوده‌است.